# Domingos Sequeira

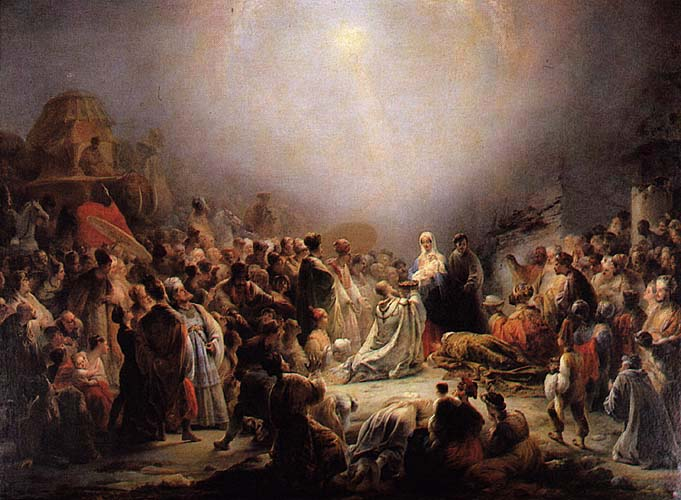
Pokłon Trzech Króli, 1828

Domingos António de Sequeira – portugalski malarz tworzący na pograniczu stylów neoklasycznego i romantycznego.